# Madaras (Węgry)
Madaras – wieś w południowej części Węgier, w pobliżu miasta Bácsalmás, niedaleko granicy serbskiej. Gmina liczy 2961 mieszkańców (styczeń 2011) i zajmuje obszar 49,3 km².

## Położenie
Miejscowość leży na obszarze Wielkiej Niziny Węgierskiej, w komitacie Bács-Kiskun, w powiecie Bácsalmás.